# Dorf Wehlen
Dorf Wehlen ist ein Ortsteil der Stadt Stadt Wehlen im Landkreis Sächsische Schweiz-Osterzgebirge in Sachsen.

## Geographie
Dorf Wehlen liegt vier Kilometer östlich des Pirnaer Stadtzentrums im Nordwesten der Sächsischen Schweiz. Benachbarte Gemarkungen sind Stadt Wehlen im Südosten und der Stadt Wehlener Ortsteil Zeichen im Süden. Im Südwesten grenzt der Pirnaer Stadtteil Posta (Oberposta) an, im Westen Mockethal (ebenfalls Pirna). Nördlich benachbart ist Lohmen, nordöstlich der Lohmener Ortsteil Uttewalde. Östlich grenzen die Fluren von Dorf Wehlen an das ebenfalls zur Gemarkung Lohmen zählende Waldstück Buschholz. Die Dorffluren, die allein mehr als zwei Drittel der kommunalen Gesamtfläche von Stadt Wehlen ausmachen und sich über ein relativ abgerundetes Gebiet mit Maßen von rund 3 mal 2,5 Kilometern erstrecken, liegen rechtselbisch fast komplett auf der Hochfläche (Ebenheit) nördlich des Durchbruchstals der Elbe durch das Elbsandsteingebirge.
Der Ort selbst dehnt sich dem Wilkebach folgend in einer dem Elbtal zugeneigten Talmulde aus. Entlang der südlichen Flurgrenze fällt das Gelände in einer rund 100 Meter hohen Stufe steil ins Elbtal ab. Höchste Erhebung ist mit rund 265 m der Wehlener Kohlberg im äußersten Norden der Flur an der Straße nach Lohmen. Im Nordwesten der Flur hat sich der Kratzbach ins Gelände eingeschnitten. Sein Herrenleite genanntes Tal ist Standort mehrerer Steinbrüche, in denen Postaer Sandstein abgebaut wird. In der Herrenleite befindet sich zudem der Endpunkt der ehemaligen Bahnstrecke Pirna–Herrenleite. Ein weiterer Steinbruch, der noch in Betrieb ist, liegt im äußersten Süden der Gemarkung Dorf Wehlen. Mit Ausnahme der bebauten Ortslage gehört die komplette Flur zum Landschaftsschutzgebiet, der äußerste Nordosten der Flur sogar zum Nationalpark Sächsische Schweiz.
Die Kreisstraße 8710 (Pirnaer Straße) verbindet Dort Wehlen mit Stadt Wehlen und Pirna-Mockethal. Von ihr zweigt in Dorf Wehlen die Schulstraße ab, die als Kreisstraße 8711 bis zur Staatsstraße 165 in Lohmen führt. Eine von der RVSOE betriebene Buslinie verbindet den Ort mit Pirna. Durch Dorf Wehlen verläuft entlang des Mittelwegs der Fernwanderweg Lausitzer Schlange; am Steilhang ins Elbtal entlang führt ein Steinbruch-Lehrpfad. In seinem Verlauf liegt die Wilke-Aussicht, von der man über das Elbtal und Pötzscha zur Bastei schauen kann.

## Geschichte

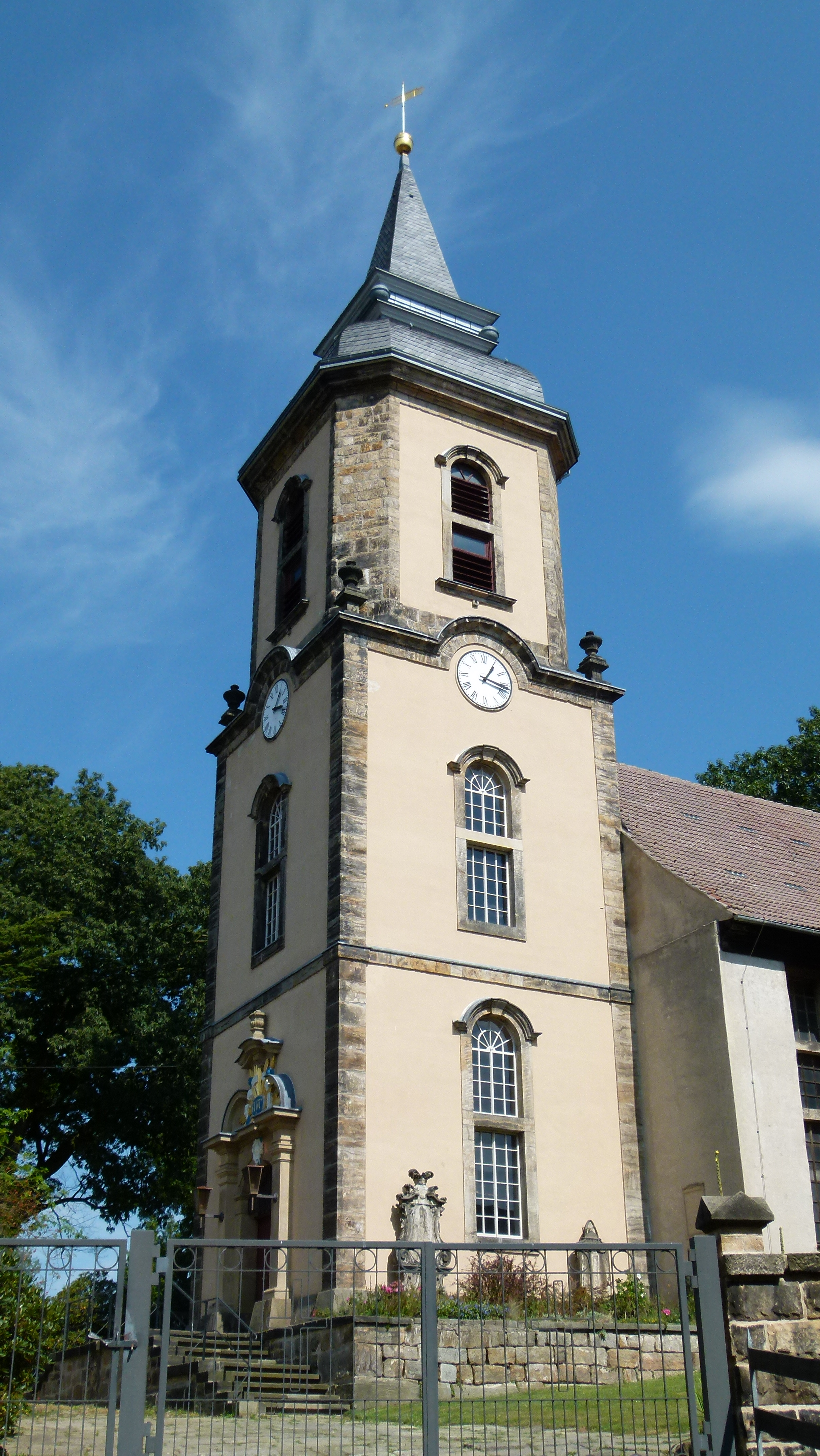
Turm der St.-Michaelis-Kirche in Dorf Wehlen

Der Ortsname hat den gleichen slawischen Ursprung wie der des Nachbarorts Stadt Wehlen (Näheres siehe dort). Er ist erstmals 1255 als Bestandteil des Personennamens Theodoricus de Wilin verzeichnet, wobei er dort aber für Stadt Wehlen steht. Dorf Wehlen wird erstmals 1445 genannt, als es in einer Urkunde um eine Örtlichkeit „Zcu alden Welin im dorffe“ geht. Im weiteren Verlauf des 15. Jahrhunderts sind u. a. die Schreibweisen „Welin, daz dorff“, „das dorff Welen“, „Alden Welen“ und „Wehlen superior sive villa“ belegt. Im 16. Jahrhundert finden u. a. die Formen „villa Bellen“, „Dorffwehlen“, „Aldtwehlen“, „Dorfweihla“ und „Dorff Wielen“ Gebrauch. Im Jahr 1791 wird der Ort als „Wehlen, das Dorf“ erwähnt. Der Zusatz „Dorf“ dient dabei der Unterscheidung vom Nachbarort Stadt Wehlen und gehört heute untrennbar zum amtlichen Ortsnamen. Der früher mitunter ebenfalls zur Differenzierung verwendete Zusatz „alt“ kommt wohl daher, dass Dorf Wehlen ein altes Zubehör der anfangs von der Burg Wehlen aus kontrollierten Herrschaft Wehlen war.
Dorf Wehlen entstand als Waldhufendorf, dessen Flur in der Mitte des 16. Jahrhunderts 33 ¾ Hufen und im Jahr 1900 rund 777 Hektar umfasste. Im Jahr 1464 gab es im Ort zwei Vorwerke, eines noch im 18. Jahrhundert. 
 Die örtliche St.-Michaelis-Kirche war bereits um 1500 eine Pfarrkirche, der von 1539 bis 1759 die Kirche im benachbarten Stadt Wehlen als Filialkirche zugeordnet war. Altar und Orgel stammen aus der Werkstatt Christian Gottfried und Wilhelm Leberecht Herbrig von 1831 aus Altstadt bei Stolpen.
Zur Parochie Dorf Wehlen zählen Mockethal, Uttewalde und ein Teil von Stadt Wehlen.
Dorf Wehlen hatte 1547 bis ins 19. Jahrhundert hinein den Status eines Amtsdorfes und unterstand damit in grundherrschaftlicher, erbgerichtlicher und verwalterischer Hinsicht zunächst dem Amt Lohmen, 1816 dann dem Amt Hohnstein. Auf Grundlage der Landgemeindeordnung von 1838 erlangte Dorf Wehlen seine Selbstständigkeit als Landgemeinde. Im Jahr 1856 gehörte es zum Gerichtsamt Pirna und kam danach zur Amtshauptmannschaft Pirna, die 1939 in Landkreis Pirna umbenannt wurde. In der Zeit der DDR zählte Dorf Wehlen zum Kreis Pirna. Am 1. Januar 1994 schloss es sich mit Stadt Wehlen unter dessen Namen zusammen und gehörte als dessen Teil ab dem gleichen Jahr zum Landkreis Sächsische Schweiz.
Einer Sage nach geht in dem Ort „Das Buttel von Dorf Wehlen“ um. Die denkmalgeschützte Alte Schule an der Schulstraße 1 ersetzte 1870 ein älteres Schulgebäude am gleichen Standort und diente bis 1914 dem Schulbetrieb, als sie ihrerseits durch ein größeres Bauwerk ersetzt wurde. Seit 1997 befindet sich in der Alten Schule eine historische Schulstube. Auf dem Friedhof neben der Kirche findet sich eine Gedenktafel an Martin Luther aus dem Jahr 1933. An der Straße von Dorf Wehlen nach Mockethal standen zwei mächtige alte Linden; die größere wurde mit einem am 2. Juni 1881 eingeweihten Aussichtsgerüst ausgestattet, von dem sich ein Rundumblick auf die Hochfläche bot. Beide Bäume mussten zu Beginn des 20. Jahrhunderts gefällt werden.
1790 kam es in Sachsen an vielen Orten zu Bauernaufständen. In Wehlen vertrieben die Bauern das Wild, das ihre Felder und Gärten schädigte. Wehlen wurde damit zu einem der Ausgangspunkte dieser Aufstände. Zum 200. Jahrestag dieser Unruhen wurde am östlichen Ortrand des Nachbarortes Lohmen ein Denkmal aufgestellt.

### Einwohnerentwicklung

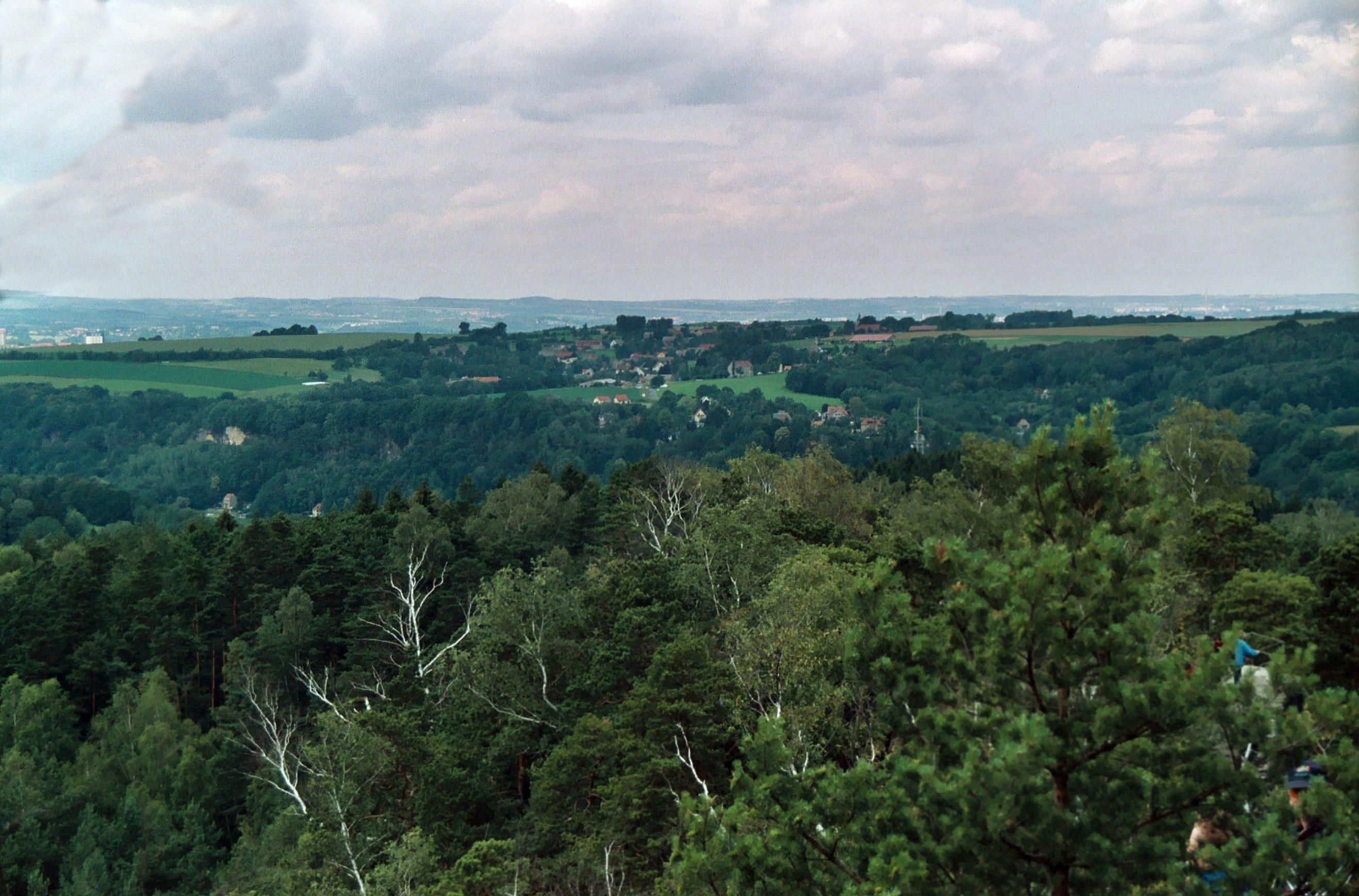
Blick vom Rauenstein nach Dorf Wehlen

In den Jahren 1547/51 zählte man sogenannte 42 besessene Mann, 41 Inwohner und im Jahre 1764 41 besessene Mann und 40 Häusler
| Jahr | Einwohner |
| ---- | --------- |
| 1834 | 586       |
| 1871 | 871       |
| 1890 | 939       |
| 1910 | 932       |
| 1925 | 940       |
| 1939 | 923       |
| 1946 | 1024      |

| Jahr | Einwohner |
| ---- | --------- |
| 1950 | 1045      |
| 1964 | 888       |
| 1990 | 701       |
| 2003 | 656       |
| 2004 | 645       |
| 2005 | 644       |
| 2006 | 653       |

| Jahr | Einwohner |
| ---- | --------- |
| 2007 | 658       |
| 2008 | 657       |
| 2009 | 655       |
| 2010 | 650       |
| 2011 | 658       |
| 2012 | 651       |
| 2013 | 630       |

| Jahr | Einwohner |
| ---- | --------- |
| 2014 | 633       |
| 2015 | 632       |
| 2016 | 616       |

## Kultur und Sehenswürdigkeiten

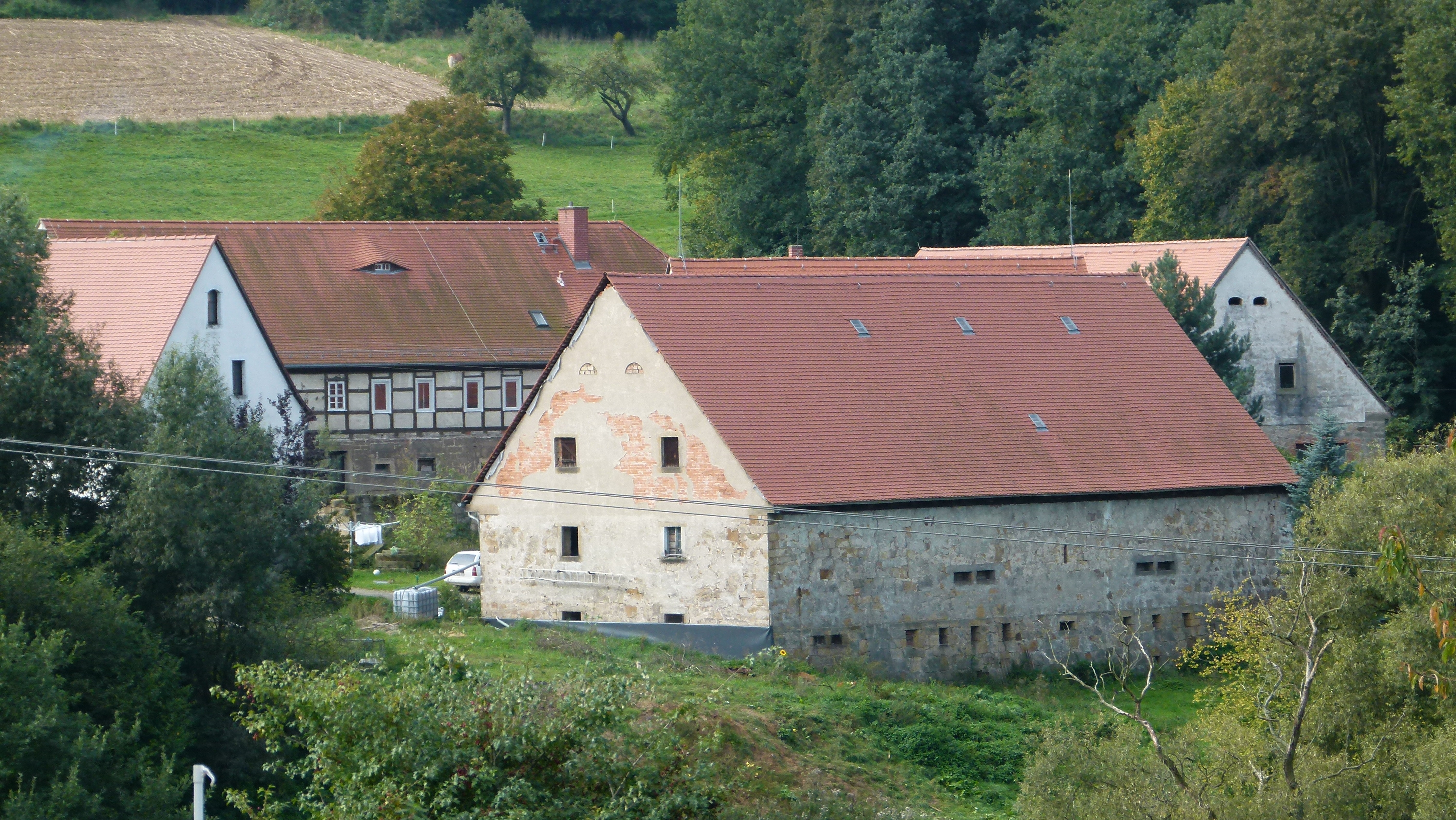
Denkmalgeschützte Bauerngehöfte an der Vorwerkstraße in Dorf Wehlen

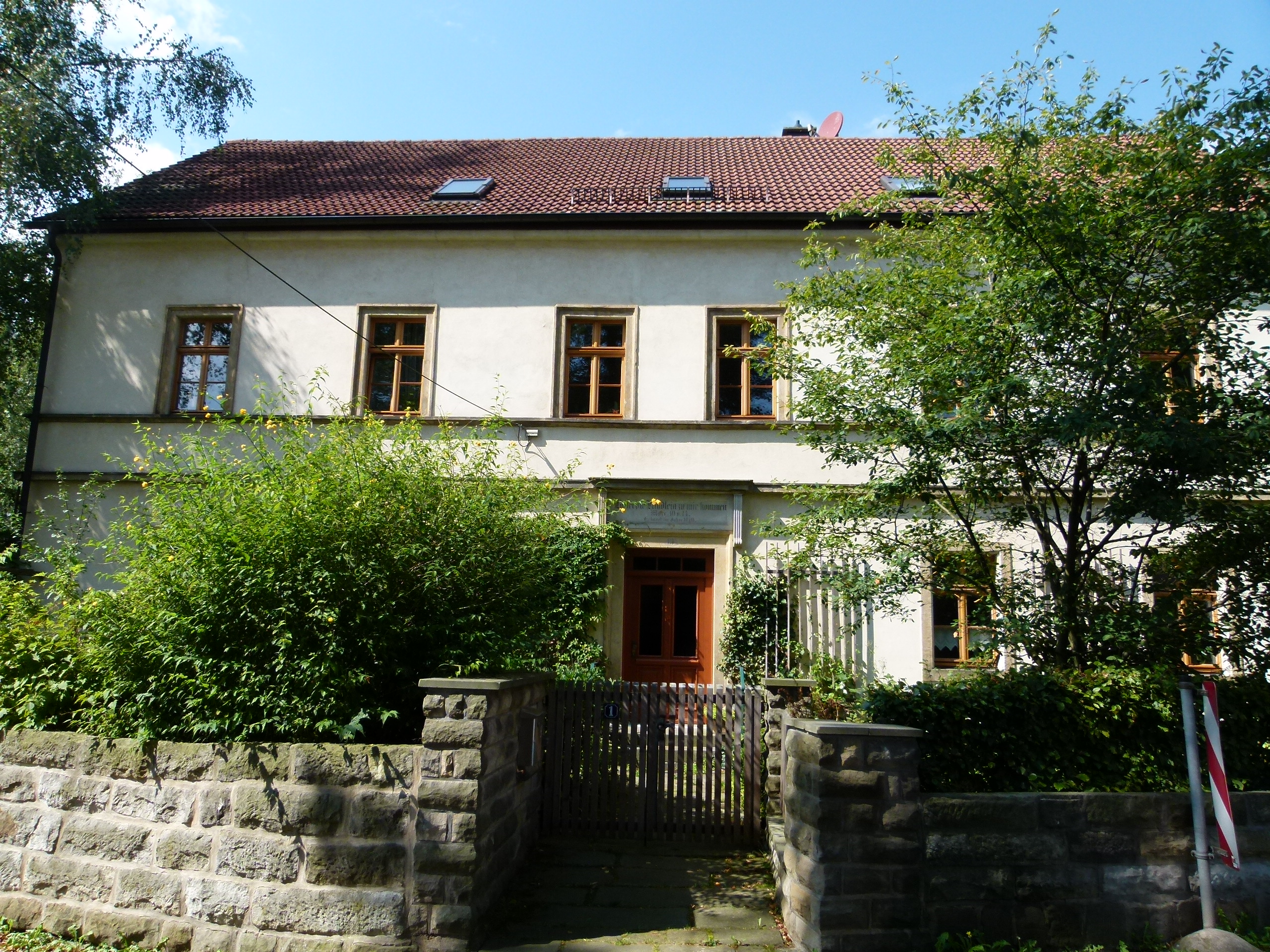
Denkmalgeschützte Alte Schule an der Schulstraße 1 in Dorf Wehlen

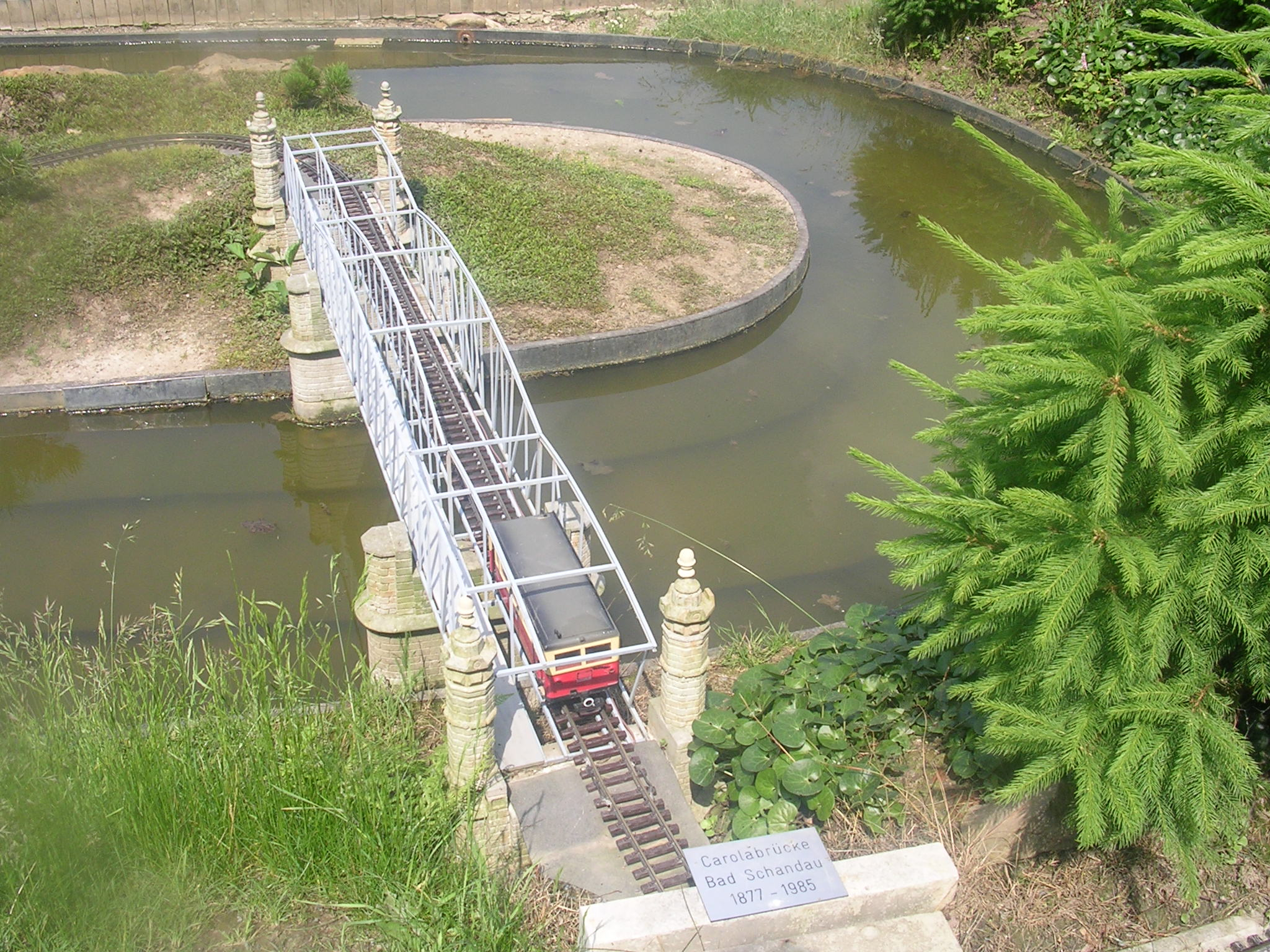
Nachbau der Bad Schandauer Carolabrücke im Miniaturpark Kleine Sächsische Schweiz

### Bauwerke
- Miniaturpark Kleine Sächsische Schweiz (die Sächsische Schweiz en miniature)
- St.-Michaelis-Kirche (ältestes Gebäude im Ort) mit historischer Orgel von Christian Gottfried Herbrig und Sohn aus dem Jahr 1831. Die Orgelbauer haben für diese Kirche auch den hölzernen Kanzelaltar geschaffen.
- Zahlreiche Fachwerkhäuser, die nicht selten Teil von Drei- oder Vierseithöfen sind, prägen das Ortsbild; viele von ihnen gehören zu den rund 70 Kulturdenkmalen in Dorf Wehlen.

Eine Liste aller Kulturdenkmale kann hier abgerufen werden: Liste der Kulturdenkmale in Stadt Wehlen